# Generalauditör
Generalauditör är en juridisk ämbetsman, som i högsta instans föredrager juridisk-militära mål. 
Generalauditören erhöll 1683 sin första instruktion och upptogs i Karl XII:s kansliordning som ledamot av Justitierevisionen. I nyare tider har ämbetet förvaltats av en revisionssekreterare, som i egenskap av generalauditör inför Högsta domstolen föredrog de mål, vilka kom från Krigshovrätten. I fält brukade den överauditör som då har plats i Generalkrigsrätten kallas generalauditör.